# Астрономска опсерваторија Казанског универзитета
Астрономска опсерваторија Казанског универзитета (рус. Астрономическая обсерватория Казанского университета) је руска астрономска опсерваторија која се налази у граду Казању на надморској висини од 75 метара. Постоји на основу Катедре за астрономију Казанског универзитета, коју је 1810. године основао Јозеф Јохан фон Литроу. Објекат културног наслеђа Русије федералног значаја. Опсерваторија је 19. септембра 2023. године уписана на Унескову листу светске баштине.

## Историја
Одсек за астрономију Царског Казанског универзитета основао је 1810. године Џозеф Јохан Литроу а дана 11. новембра 1814. почела су посматрања у малој опсерваторији (привремена конструкција) изнад камене капије у универзитетској ботаничкој башти. Године 1822. опсерваторија је привремено смештена у дрвену галерију (део стана И. М. Симонова). Године 1827. за стално место опсерваторије изабрано је универзитетско двориште, а 1833. године почела је изградња зграде опсерваторије. Године 1835. из Фраунхоферове радионице наручен је рефрактор од 23 цм (9 инча).
Године 1837. завршена је зграда сталне опсерваторије, а у јуну те године у њој су извршена прва осматрања. Године 1838. у потпуно покретну главну кулу постављен је рефрактор од 9 инча. Званичан датум рођења Универзитетске астрономске опсерваторије био је 13. април 1838. године, када су у новој згради опсерваторије почела стална посматрања (на Бечком меридијанском кругу).
Дана 23. фебруара 1885. године успостављена је временска служба, у излогу одељења био је изложен сат који је показивао тачно средње време у Казању.
Од 1925. до 1946. године, поред Катедре за астрономију, постојала је Катедра за геодезију, од 1937. године под називом Катедра за геодезију и гравиметрију. На њеном челу су у различито време били К. К. Дубровски (1925–1931), А. А. Јаковкин (1931–1937), И. А. Дјуков (1937–1941), А. Д. Дубјаго (1941–1946). Одељење за астрономију од касних 30-их звало се Одсек за астрометрију (руководиоци В. А. Баранов (1937–1941), И. А. Дјуков (1941–1947)).
Поред тога, од 1939. до 1947. и затим од 1951. до 1954. године постојао је Одсек за астрофизику под руководством Д. И. Мартинова, а од 1945. године - Одсек за теоријску астрономију под руководством А. Д. Дубиаго. 1947. године, због недовољног броја студената, четири одсека за астрономију спојена су у један - Одсек за астрономију под општим руководством проф. И. А. Дјукова.
В. Капков је 4. маја 1983. године у Казању успео да посматра окултацију звезде магнитуде 8,6 од стране астероида 2 Палас. Ово је било прво поуздано посматрање астероида који заклања звезду на територији Русије и четврто у границама СССР-а.
Опсерваторија је 19. септембра 2023. године уписана на Унескову листу светске баштине.